# Duitse militaire begraafplaats Helenenberg
De Duitse militaire begraafplaats Helenenberg is een militaire begraafplaats in de gemeente Welschbillig nabij Bitburg in de Duitse deelstaat Rijnland-Palts. Op de begraafplaats zijn 342 Duitse soldaten begraven die tijdens de Tweede Wereldoorlog zijn omgekomen.
Tijdens de Tweede Wereldoorlog lag het klooster Helenenberg enige tijd in de frontlinie. In dit klooster werden de gewonde soldaten verzorgd. De omgekomen soldaten werden op de nabijgelegen begraafplaats begraven.

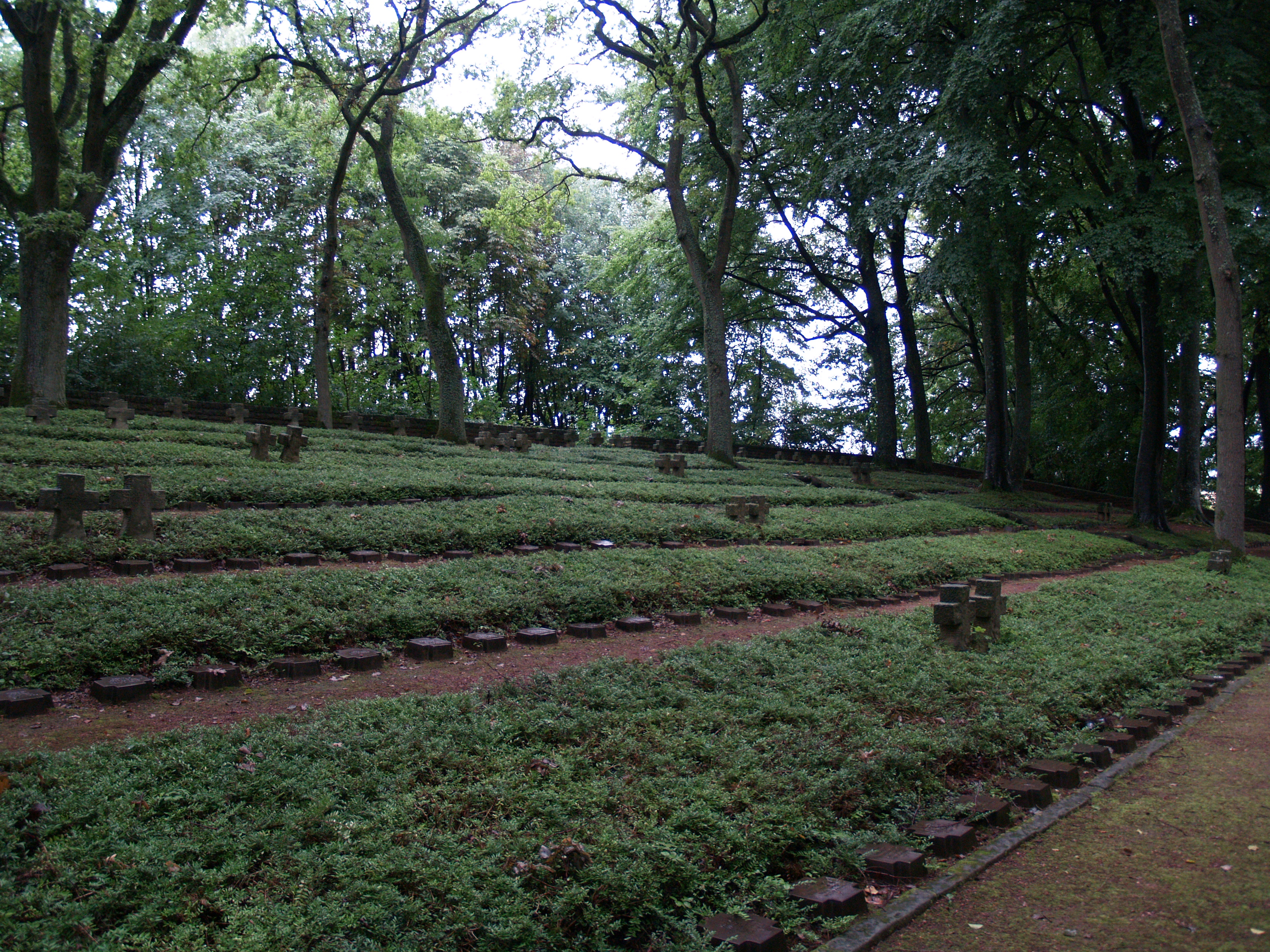
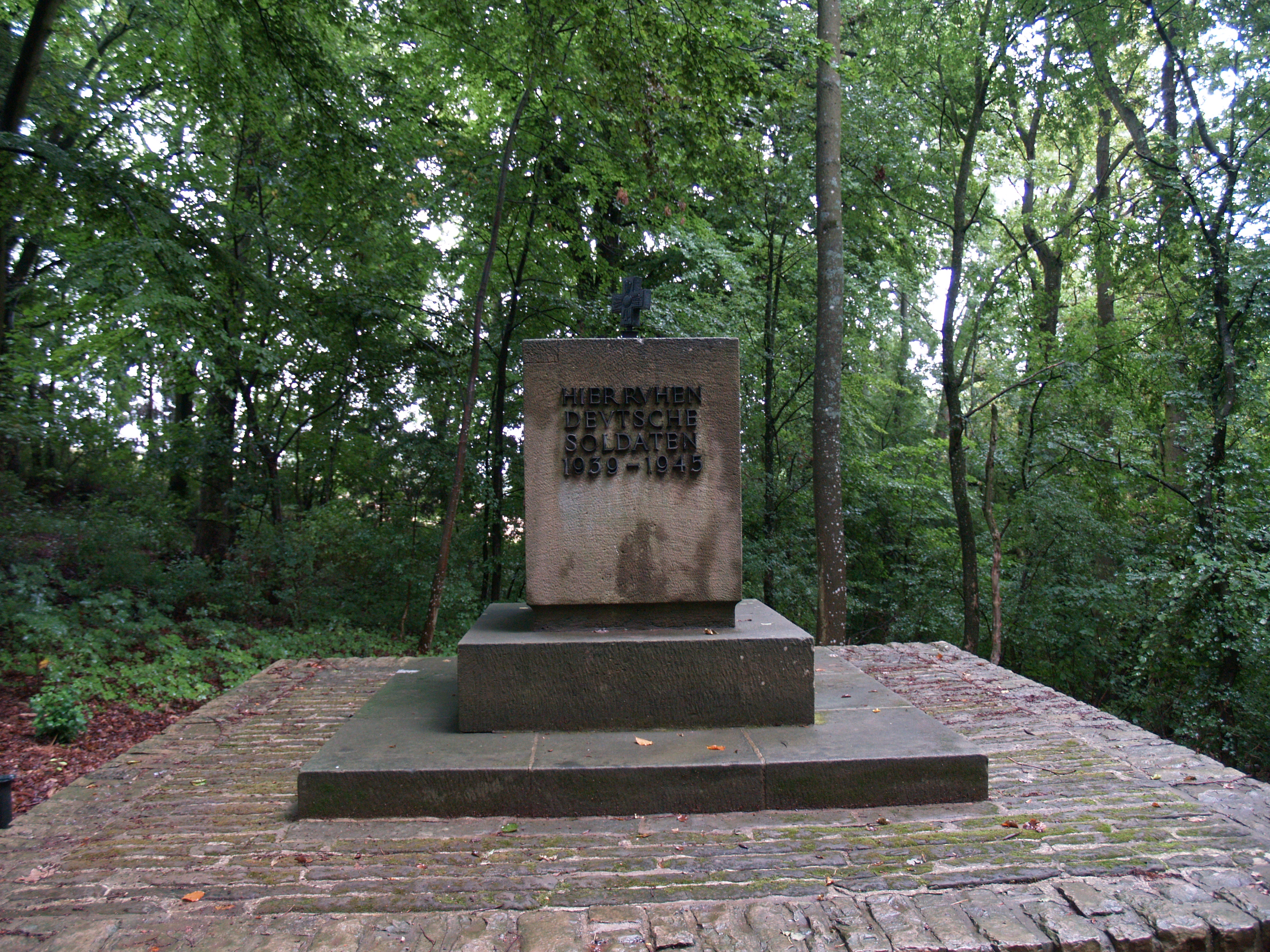
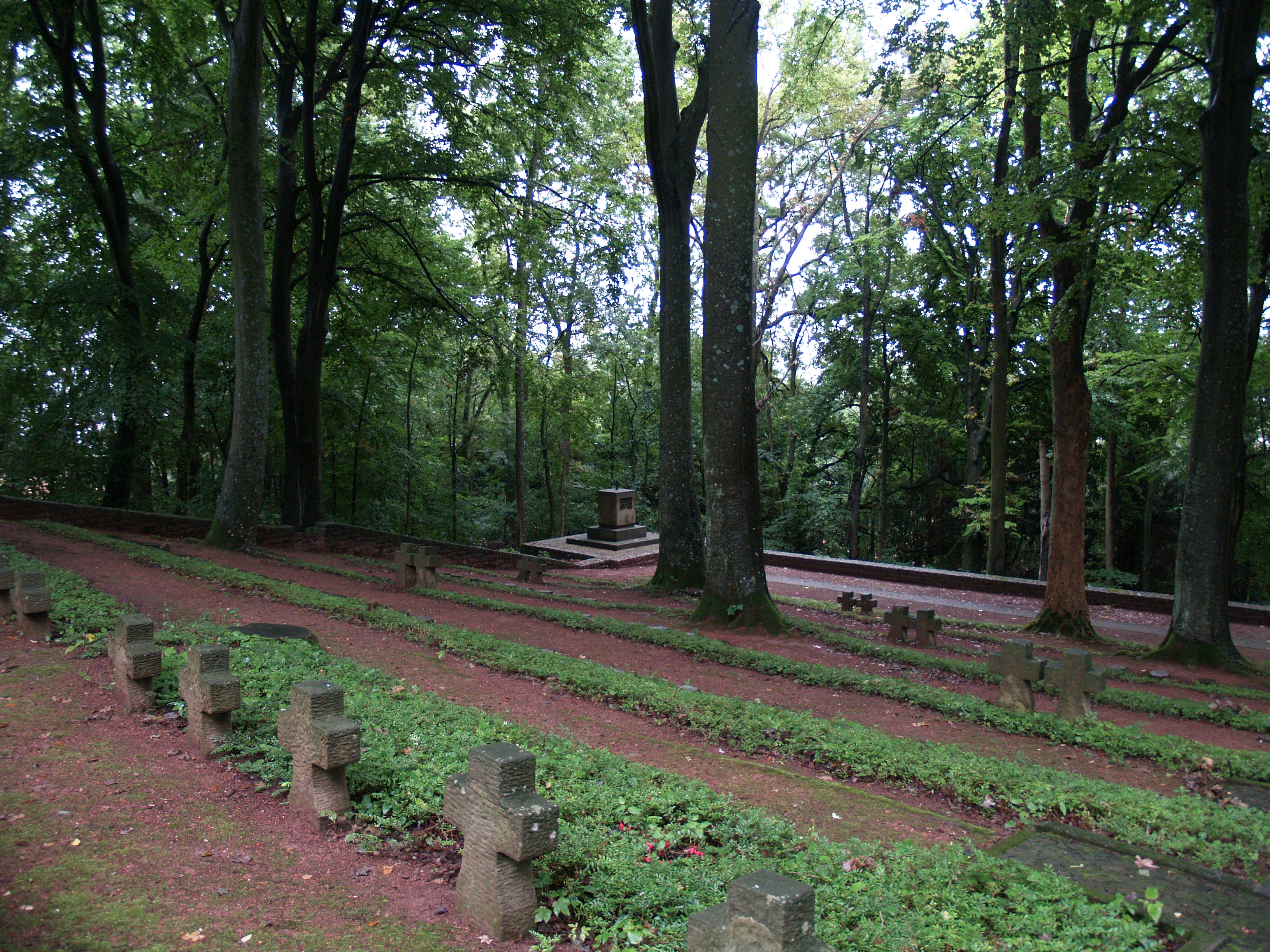